# Drosera solaris
Drosera solaris este o specie de plante carnivore din genul Drosera, familia Droseraceae, ordinul Caryophyllales, descrisă de Andreas Wistuba și S.Mcpherson. Conform Catalogue of Life specia Drosera solaris nu are subspecii cunoscute.